# Georgij Nikolaevič Vladimov
Georgij Nikolaevič Vladimov, nato Georgij Nikolaevič Volosevič (in russo Георгий Николаевич Владимов - Волосевич?; Charkiv, 19 febbraio 1931 – Francoforte sul Meno, 19 ottobre 2003), è stato uno scrittore e giornalista sovietico.
Nacque in Ucraina, allora facente parte dell'Unione Sovietica, in una famiglia di elementi dell'intelligencija dell'epoca. Per frequentare l'università si trasferì a Leningrado, dove seguì i corsi della facoltà di giurisprudenza, studi terminati con la laurea nel 1953.
Dal 1954 inizia la sua attività di scrittore dedicandosi principalmente al giornalismo e alla critica letteraria e teatrale, collaborando con le riviste Novij mir (Il nuovo mondo), Literaturnaja Gazeta (Il giornale letterario) e Teatr (Teatro).
Durante gli anni sessanta si avvicina alla prosa con Bol'šaja ruda (La grande vena), pubblicato nel 1961. La sua opera più famosa ed importante è il romanzo Vernij Ruslan, (Il fedele Ruslan), scritto in quegli anni, una satira sui gulag sviluppata attraverso il punto di vista di un cane da guardia. Circolato clandestinamente per molti anni in Unione Sovietica come samizdat, è una descrizione dei campi di concentramento staliniani e una chiave di lettura del pensiero, dell'agire e del vivere comune del cosiddetto Homo Sovieticus. Fu pubblicato nel 1975 in Germania e nel 1979 in una traduzione inglese.
Nel 1969 incontra diversi problemi con la critica ufficiale riguardo al romanzo Tri minuty molčanija (Tre minuti di silenzio), pubblicato su Novij mir. Come Vernij Ruslan, anche questo lavoro fu pubblicato integralmente e senza censure solo nel 1982 e in Germania, a Francoforte.
A partire dal 1961 fu membro dell'Unione degli scrittori sovietici, da cui uscì nel 1977, e fu presidente della sezione di Mosca di Amnesty International. A causa di questa attività di dissidenza subì varie persecuzioni da parte della polizia segreta, il KGB.
Nel 1977 emigrò in Germania, a seguito di questo, nel 1983 la sua cittadinanza sovietica fu revocata, e fu possibile per lui riacquisirla solo nel 2000. Dal 1984 al 1986, durante il suo esilio, diresse la rivista Grani (Limiti). Con il suo romanzo General i ego armija (Il generale e la sua armata) nel 1995 vinse il Russkij Booker.
Morì a Francoforte nel 2003 ed è sepolto nel cimitero di Peredelkino, nei pressi di Mosca.

## Opere (selezione)
- Bol'šaja ruda (La grande vena), 1961
- Vernij Ruslan (Il fedele Ruslan), 1964
- Tri minuty molčanija (Tre minuti di silenzio), 1969
- Ne obraščajte vnijmanja maestro (Non prestate attenzione, maestro), 1982
- General i ego armija (Il generale e la sua armata)

## Traduzioni in italiano
- Il fedele Ruslan. Storia di un cane del lager, Milano, Arnoldo Mondadori Editore, 1976, trad. S. Rapetti
- La grande vena, Torino, Einaudi, 1962, trad C. Coïsson
- Tre minuti di silenzio, Milano, Jaca Book, 1986, trad. S.Prina